# 青箭
绿箭口香糖（直译：「双（箭）薄荷」）是美國箭牌公司旗下的一個口香糖品牌，成立於1914年。在台灣的品牌定位是「清新好口氣」。

## 相關產品
- 青箭：清新之箭
- 黃箭：友誼之箭
- 白箭：健康之箭

## 外部連結
- 官方网站
- 玛氏箭牌